# 帕利亞河

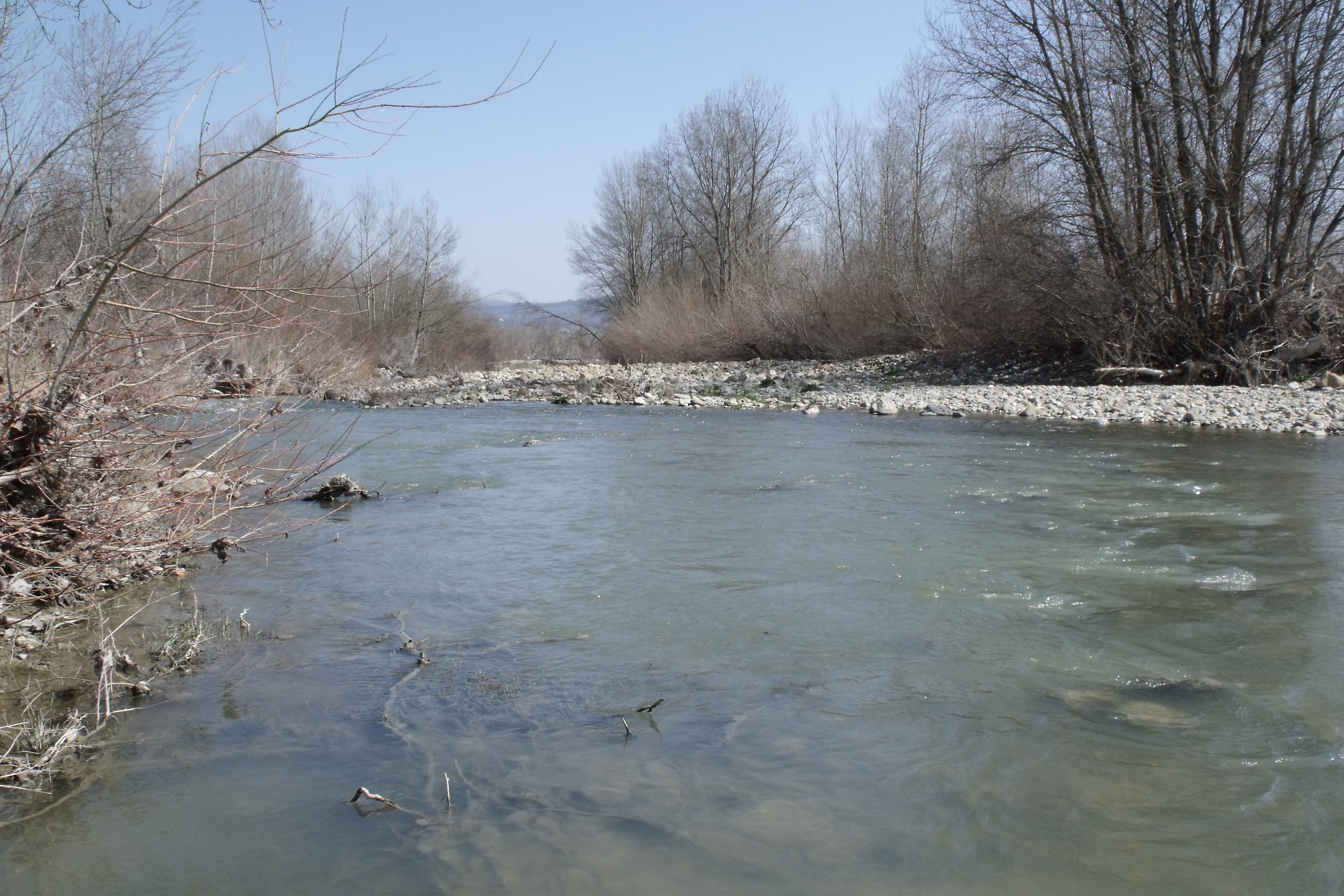
圣卡夏诺-代巴尼附近的帕利亚河

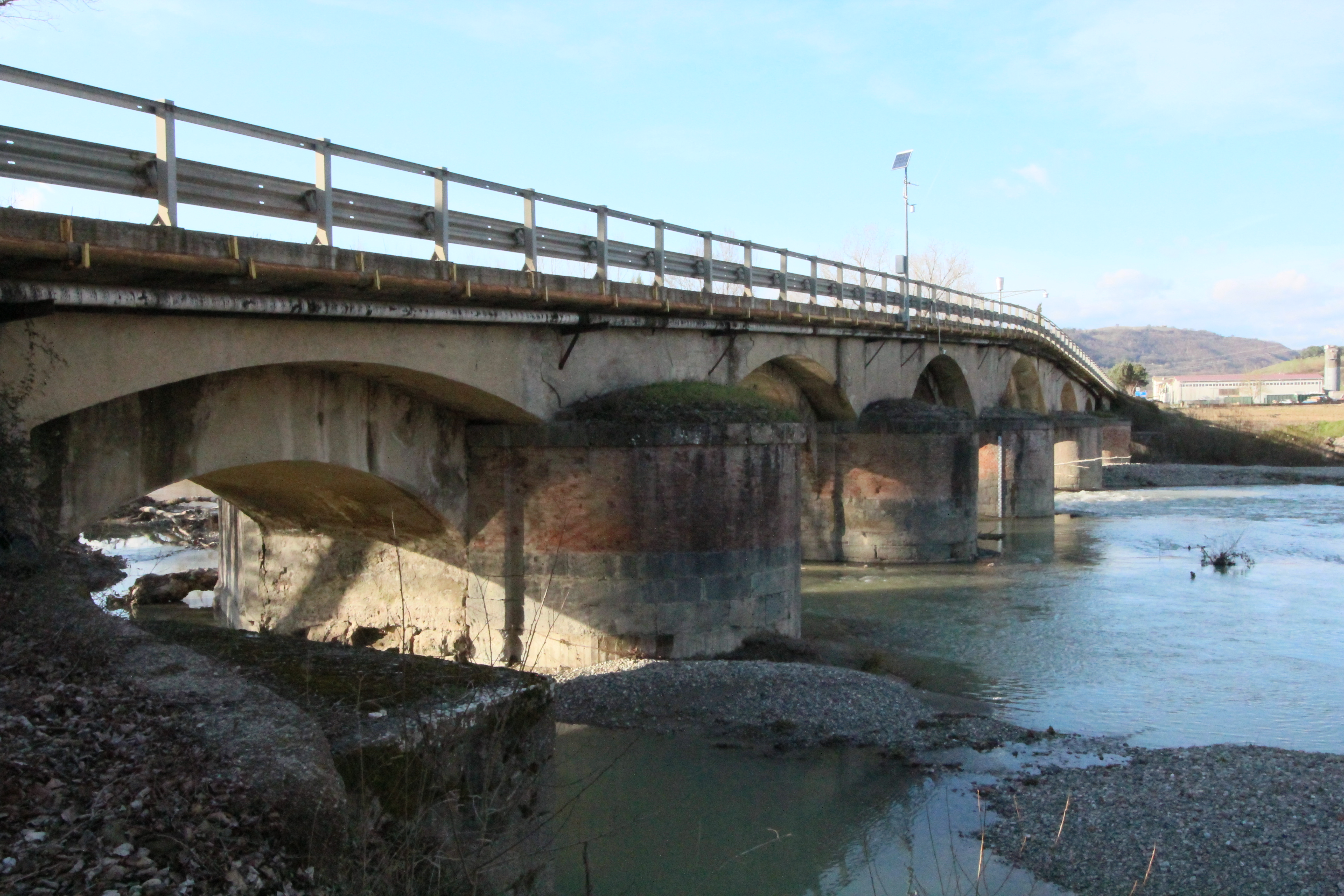
1578至1580年间建成的格列高利桥（Ponte Gregoriano），横跨帕利亚河

帕利亞河是意大利的河流，屬於台伯河的支流，河道全長86公里，發源自阿米亞塔山南坡，流經錫耶納省、維泰博省和特爾尼省，河口處在奧爾維耶托東南部。
42°42′N 12°11′E / 42.700°N 12.183°E